# Kapospula
Kapospula is een plaats (község) en gemeente in het Hongaarse comitaat Tolna. Kapospula telt 1023 inwoners (2001).